# Studenterbrød
Studenterbrød er en lille men tung kage der bages på en dejbund med hindbærsyltetøj og dekoreres med krymmel og glasur.
Da dejen i lighed med romkugler fremstilles af gammelt wienerbrød, er det en billig kage, og derfor er det en populær spise for studerende. Deraf kommer navnet studenterbrød.
| Mad og drikke | Spire Denne artikel om mad og drikke er en spire som bør udbygges. Du er velkommen til at hjælpe Wikipedia ved at udvide den. |